# خلع‌شدگان
خلع‌شدگان (انگلیسی: The Dispossessed)، رمانی است آرمانشهری در سبک علمی–تخیلی که اورسولا لو گویین آنرا نوشته و اولین بار در سال ۱۹۷۱ میلادی به چاپ رسید. این کتاب جزو مجموعه حلقه هاینیش است اما می‌توان آنرا مجزا از جلدهای دیگر نیز خواند. این کتاب موفق شده جایزه نبیولا برای بهترین رمان را در سال ۱۹۷۴ و جایزه هوگو و جایزه لوکس و جایزه کمبل را در سال ۱۹۷۵ از آن خود کند. دلیل مطرح‌شدن زیاد این کتاب علی‌رغم ژانر علمی‌تخیلی‌اش، پرداختن به موضوعاتی همچون آنارشیسم، انقلاب، سرمایه‌داری، فردگرایی و جمع‌گرایی است.

## داستان
داستان در سیاره اوراس (Urras) می‌گذرد. بیش از ۱۷۰ سال پیش، فردی به پا خاست که خواهان برابری انسان‌ها و همکاری آن‌ها در اداره امور بود. یک آنارشیست. او اودو (Odo) نام داشت و سرانجام در زندان و تحت آزار جان باخت. اما پیروانش که اودونیَن (Odonians) نام داشتند به قدری قوی شدند که سرانجام، دولت با آن‌ها کنار آمد و حاضر شد آن‌ها را به ماهِ سیاره، آنارس (Anarres)، برساند تا آن قمرِ بیابانی را مسکونی کنند و بدون خونریزی بیشتر از دردسرشان راحت شود. اودونین‌ها از سیاره آراس مهاجرت کردند و به قمرش رفتند و آنجا را آنارس نامیدند و سعی کردند تا آبادترش کنند و در سختی و بدون هیچ ارتباطی با سیاره مادر به زندگی ادامه دادند (جز چند سفینه باری در سال). و حال، ۱۷۰ سال بعد از مهاجرت بزرگ، یک اودونینِ فیزیکدان، یک دانشمندِ بزرگ، با نام شِوِک، به اندیشه نزدیکی میان آراس و آنارس افتاده‌است و برای بسط تئوری‌هایش در زمینه ماهیت زمان در فیزیک، علی‌رغم مخالفت اکثر اودونین‌ها، به آراس سفر می‌کند.
داستان در بستری خلق می‌شود که می‌توان به مقایسه زندگی اودونین‌ها در آنارس و زندگی اشراف و طبقه کارگر در کشور آیو در آراس پرداخت؛ و اینکه چگونه می‌توان جامعه‌ای آرمانی ساخت که در آن نه از فقر و ستم خبری باشد و نه از سرکوب سیاسی حکومت‌های توتالیتر.

## برگردان فارسی
- کی. له‌گوئین، اورسولا (۱۳۹۶). خلع‌شدگان. ترجمهٔ حامد کاظمی. تهران: نشر چشمه.[۱]